# Spodoptera autumnalis
Spodoptera autumnalis är en fjärilsart som beskrevs av Riley 1871. Spodoptera autumnalis ingår i släktet Spodoptera och familjen nattflyn. Inga underarter finns listade i Catalogue of Life.